# Église Saint-Vincent de Samuran
Pour les articles homonymes, voir Église Saint-Vincent.
L'église Saint-Vincent de Samuran est une église catholique située à Samuran, dans le département français des Hautes-Pyrénées en France.

## Présentation
L'église est située en Barousse.
Le saint patron de l'église est saint Vincent, patron des vignerons.
Au XXIe siècle, des messes y sont toujours célébrées par l'ensemble paroissial de la Barousse.

## Historique
L'église est construite aux XIe et XIIe siècles, probablement comme chapelle d'un château aujourd'hui disparu.
Les fresques datent du XIVe siècle ou XVe siècle.
Le clocher à double arcade date du XVIIIe siècle.
L'édifice est inscrit au titre des monuments historiques depuis 1995.

## Description

### Extérieur
Des réemplois d'autels votifs, auges et urnes cinéraires romaine[réf. souhaitée] ont été utilisés pour la construction de l'extérieur de l'église.

### Intérieur

#### Les fresques
Les fresques datent du XIVe siècle ou XVe siècle : la partie visible représente l'adoration des mages, au centre une vierge allaitante couronnée présente l'Enfant Jésus aux rois mages.
Un seul des trois rois mages est encore visible sur la fresque, il est agenouillé et a déposé sa couronne devant lui, il tient une offrande (l'encens ou la myrrhe).
À droite de la vierge allaitante, un évêque, saint Bertrand et un diacre reconnaissable à sa dalmatique, très certainement saint Vincent, patron de l'église.
Sur la partie haute de l'abside, à droite de la croix placée dans une niche, on peut voir un personnage habillé avec des vêtements blanc et pourpre, représentant sans doute Jésus-Christ.
Détails des objets à l'intérieur :
- Statue de la Vierge à l'enfant debout sculpté en bois.
- Statue de la Vierge à l'enfant debout en terre cuite du XVIIIe siècle.
- Toile peinte de saint Vincent datée du XVIIe siècle.
- Réemploie d'autels votifs, auges et urnes funéraires romaine pour la construction à l'intérieur de l'église.
- Chapiteau corinthien creusé en son centre, servant de bénitier.
- Ancienne cuve baptismale.
- Statues de saint Antoine de Padoue et de sainte Jeanne d'Arc rangées dans la sacristie.
- Tabernacle de Jean Ferrère en bois sculpté, peint et doré de la fin du XVIIe siècle. Il est exposé à la sacristie en attendant une restauration.

## Galerie

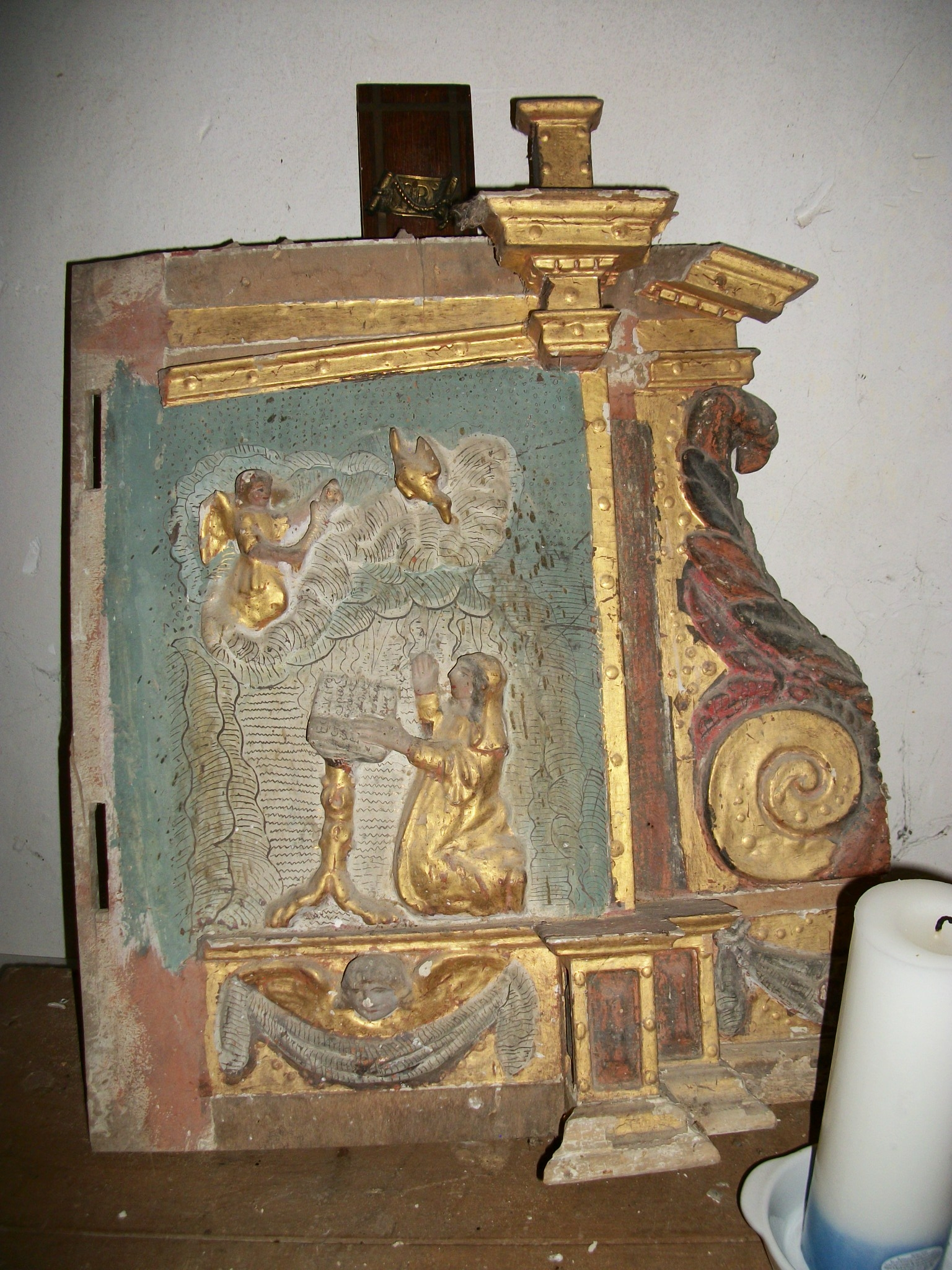
Sur l'aile gauche du tabernacle est représenté l'Annonciation
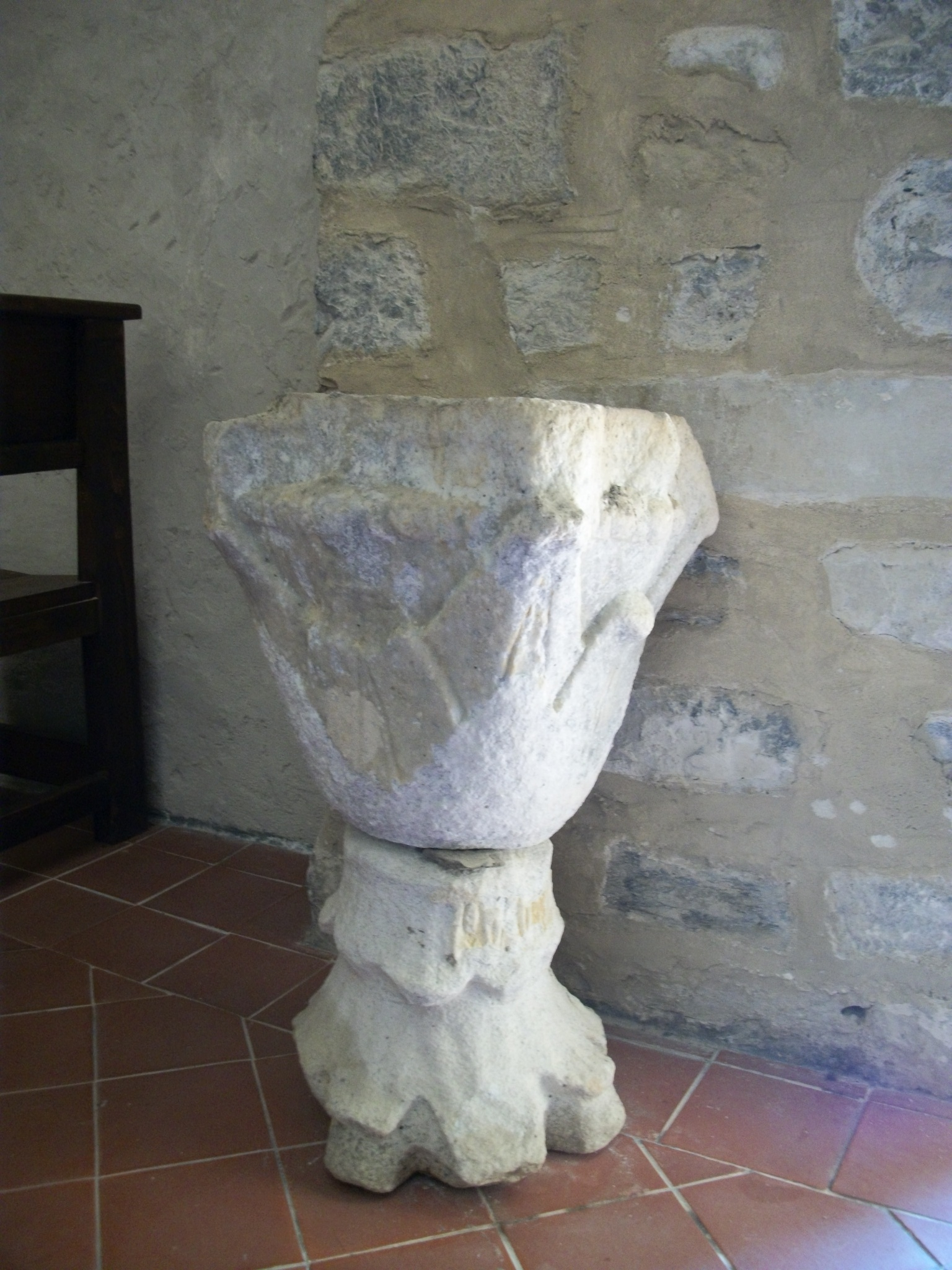
Chapiteau corinthien creusé en son centre, servant de bénitier
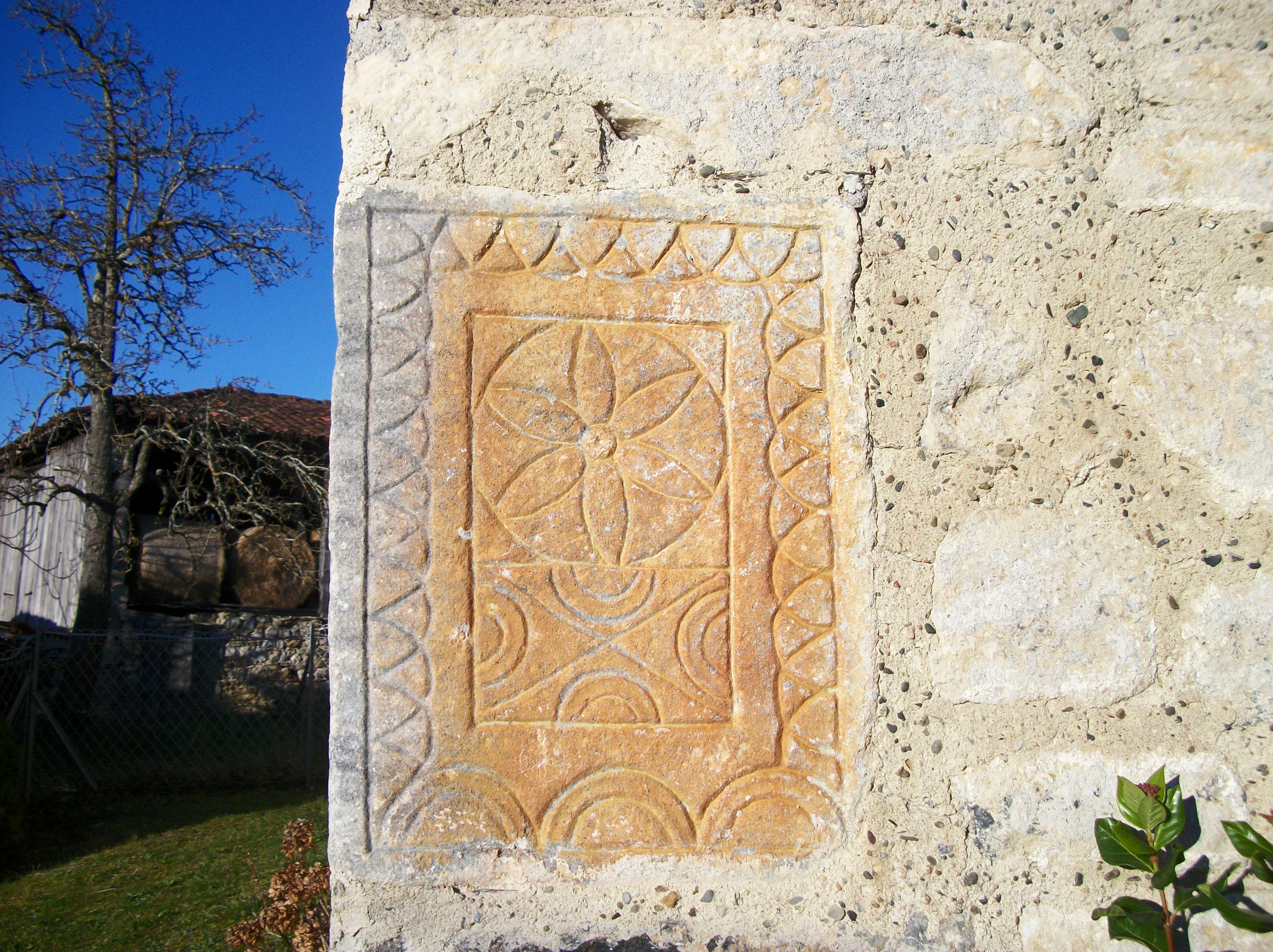
Auge cinéraire romaine en marbre gris de Saint-Béat avec une ornementation au compas, réemployée pour la construction d'un des murs de l'église à l'extérieur.